# Eterusia toxopei
Eterusia toxopei is een vlinder uit de familie van de bloeddrupjes (Zygaenidae). De wetenschappelijke naam van de soort is voor het eerst geldig gepubliceerd in 1943 door Roepke.